# Chris Coons
Christopher Andrew Coons, detto Chris (Greenwich, 9 settembre 1963), è un politico statunitense, senatore per lo stato del Delaware dal 2010 ed in precedenza Presidente della Contea di New Castle dal 2005 al 2010. Precedentemente, Coons ha servito come Presidente del Consiglio della Contea di New Castle dal 2001 al 2005.

## Biografia
Nato nel Connecticut, Coons, crebbe nel Delaware e dopo il college cominciò a collaborare con alcuni politici repubblicani. Nel 1992, si laureò in legge a Yale e trovò lavoro come consulente legale. Poco dopo intraprese personalmente l'attività politica, ma cambiò partito, schierandosi con i democratici. Sposato e padre di tre figli, nel 2000 venne eletto presidente del consiglio comunale di New Castle e quattro anni dopo fu eletto presidente della contea omonima.
Nel 2008 venne rieletto senza opposizione e mantenne l'incarico fino al 2010. In quell'anno infatti Coons si candidò al Senato per il seggio lasciato vacante da Ted Kaufman, che aveva fino ad allora sostituito Joe Biden, nominato Vicepresidente degli Stati Uniti da Barack Obama. In questa competizione Coons affrontò la repubblicana Christine O'Donnell, favorita dai Tea Party e riuscì a prevalere sull'avversaria con un margine di diciassette punti percentuali, approdando così al Congresso.